# Utah scones
Utah scones – charakterystyczna dla kuchni amerykańskiej ze stanu Utah forma smażonych bułek maślanych, wyglądem przypominających smażony chleb tubylczych Amerykanów.

## Charakterystyka
Utah scones, po rozwałkowaniu ciasta, są smażone na głębokim tłuszczu na złoty kolor i serwowane z reguły z cukrem pudrem, miodem, zwykłym masłem, masłem miodowym, masłem miodowo-cynamonowym, dżemem lub świeżymi malinami. Rzadziej spotykane jest podawanie ich na słono. Wnętrze winno być miękkie, a skórka złocista i chrupiąca.  Od zewnątrz może występować lukrowana polewa (np. z syropem klonowym). Są popularnym dodatkiem do popołudniowej herbaty. Podawane są częściej w restauracjach, niż nabywane w piekarniach. Najlepiej smakują gorące. 

## Nazwa, historia i odmiany
Nazwa bułek pochodzi od szkockiego miasta Scone, ponieważ wypiek ma genezę angielską, jednak znacznie różni się od wersji spożywanej w Anglii i zwanej tam scones. Utah scones są bardzo podobne do sopaipillas, które mogą mieć nawet trzystuletnią tradycję i powstały w rejonie obecnego miasta Albuquerque w stanie Nowy Meksyk. W tłumaczeniu z języka hiszpańskiego słowo sopa lub suppa odnosi się do chleba nasączonego olejem. W stanie Arizona podobny produkt nazywany jest chlebem Navajo. Wywodzi się on z 1860, kiedy to około 8000 indian Navajo zostało wypędzonych przez wojska amerykańskie i wysłanych do rezerwatu w Fort Sumner w stanie Nowy Meksyk. Rząd zapewnił plemieniu jedynie ograniczone produkty żywnościowe, w tym białą mąkę i smalec. Kobiety z plemienia Navajo maksymalnie wykorzystały to, co otrzymały, ostatecznie tworząc smażony chleb. Z biegiem lat taki chleb stał się podstawą drugiego dania zwanego indiańskim taco lub Navajo taco. Spożywany był z mielonym mięsem lub fasolą, siekaną sałatą, pomidorami, serem i zieloną papryką chili. Dla wielu mieszkańców Arizony indiańskie tacos są uważane za danie stanowe i stały się popularne na letnich targach i festiwalach.